# Танайна
Танайна (англ. Tanaina) — статистически обособленная местность в боро Матануска-Суситна, штат Аляска, США. По данным переписи 2010 года население составляет 8197 человек.

## География
Площадь статистически обособленной местности составляет 71,3 км², из которых 70,2 км² — суша и 1,1 км² — открытые водные пространства.

## Население
По данным переписи 2000 года население статистически обособленной местности составляло 4993 человека. Расовый состав: белые — 87,88 %; афроамериканцы — 0,54 %; коренные американцы — 4,67 %; азиаты — 0,60 % и жители островов Тихого океана — 0,02 %; представители других рас — 1,38 % и представители двух и более рас — 4,91 %. 3,44 % населения — латиноамериканцы всех рас.
Из 1609 домашних хозяйств в 49,9 % — воспитывали детей в возрасте до 18 лет, 65,9 % представляли собой совместно проживающие супружеские пары; 8,6 % — женщины, проживающие без мужей и 21,3 % не имели семьи. 14,9 % от общего числа семей на момент переписи жили самостоятельно, при этом 1,9 % составили одинокие пожилые люди в возрасте 65 лет и старше. В среднем домашнее хозяйство ведут 3,10 человек, а средний размер семьи — 3,46 человек.
Доля лиц в возрасте младше 18 лет — 35,8 %; лиц старше 65 лет — 3,1 %. Средний возраст населения — 32 года. На каждые 100 женщин приходится 107,5 мужчин; на каждые 100 женщин в возрасте старше 18 лет — 105,2 мужчин.

## Экономика
Средний доход на совместное хозяйство — $64 491. Средний доход на душу населения — $23 967.